# Дометьєн Ндаїзеє
Дометьєн Ндаїзейє (фр. Domitien Ndayizeye; нар. 2 травня 1953) — політичний діяч Бурунді, президент країни у 2003—2005 роках, віцепрезидент у 2001—2003 роках. Представник народності хуту, замінив на президентському посту П'єра Буйою — представника тутсі.
Він змінив П'єра Буйоя на посаді президента 30 квітня 2003 року, прослуживши віце-президентом Буйої протягом 18 місяців. Залишався на посаді до того часу, поки його не змінив П'єр Нкурунзіза 26 серпня 2005 року.